# Sojuz TM-31

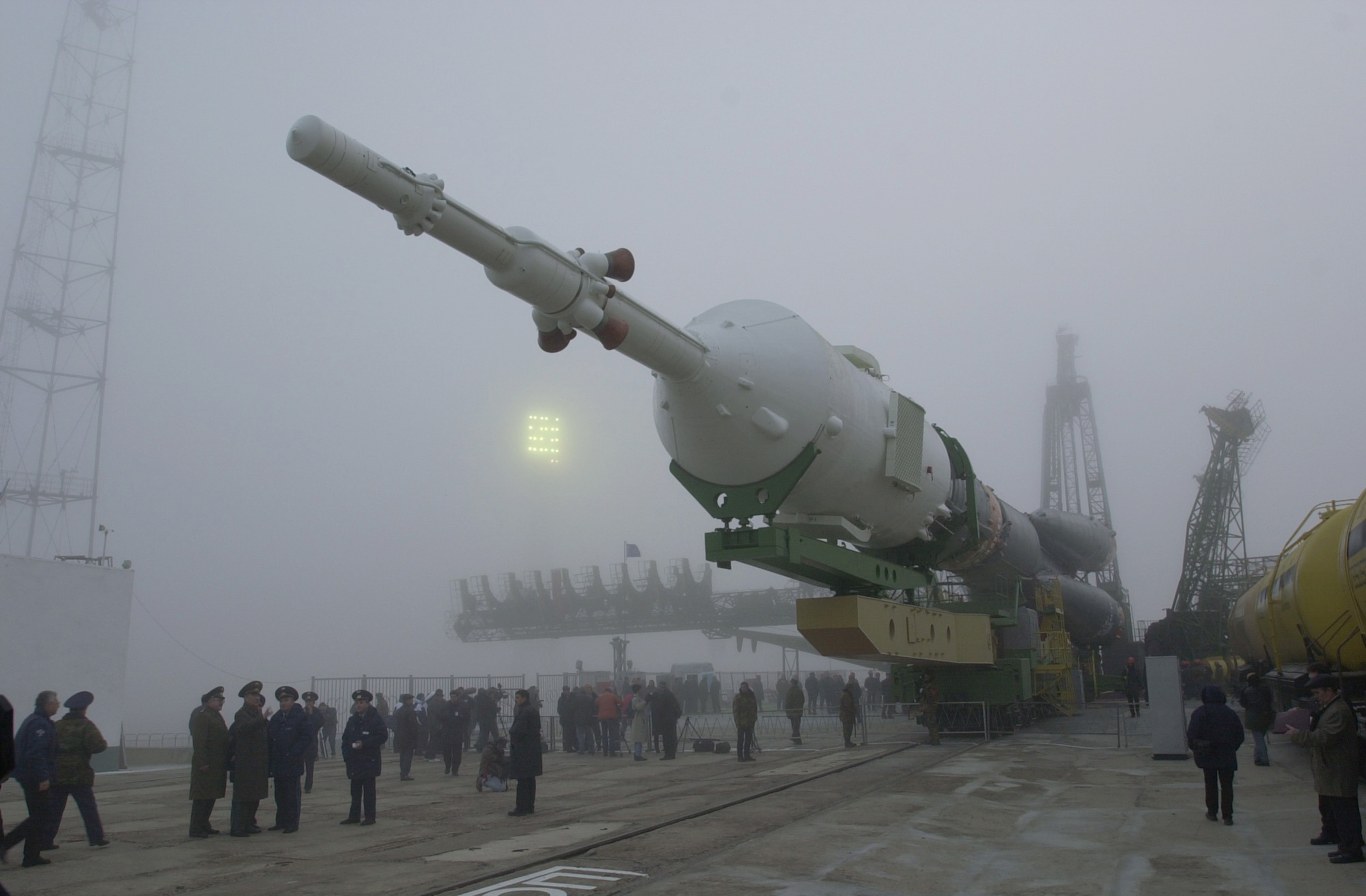
Transport statku Sojuz TM-31 na platformę startową 29 października 2000r.

Sojuz TM-31 (Союз ТМ-31) – rosyjska załogowa misja kosmiczna, stanowiąca szóstą załogową wizytę na pokładzie Międzynarodowej Stacji Kosmicznej. Załoga kapsuły stanowiła pierwszą długoterminową załogę stacji ISS. Astronauci spędzili na pokładzie stacji ponad trzy miesiące i powrócili na Ziemię na pokładzie amerykańskiego wahadłowca Discovery w ramach misji STS-102.